# Leontyne Price
Mary Violet Leontyne Price (Laurel, Mississippi, SAD, 10. veljače 1927.) američka je sopranistica.
Rođena je i odrasla u Laurelu, Mississippi. Postigla je međunarodno priznanje tijekom 1950-ih i 1960-ih i bila je prva Afroamerikanka koja je postala vodeća izvođačica u Metropolitan Operi, te jedna od najpopularnijih američkih pjevačica klasične glazbe svoje generacije.
Osvrćući se na njenu oproštajnu opernu izvedbu u Metropolitan Operi 1985., u ulozi Aide, jedan je kritičar opisao njezin glas kao "vibrantan", "uzvišen" i "vrjedniji od bisera". Časopis Time pisao je o njezinom glasu: "Bogat, gibak i briljantan, na svom je vrhuncu sposoban bez napora uzdići se do čistog sopranskog zlata od perfektno obuhvaćenog visokog C-a."
Kao lyrico spinto (talijanski za "potisnutu liriku") sopran, smatrana je posebno prikladnom za uloge u operama Giuseppea Verdija, Giacoma Puccinija i Wolfganga Amadeusa Mozarta. Nakon povlačenja iz opere, nastavila je nastupati na recitalima i orkestralnim koncertima do 1997. godine.
Među njezinim brojnim nagradama i počastima su: Predsjedničko odličje slobode (1964.), Spingarn medalja (1965.), počasti Kennedy Centra (1980.), Nacionalna medalja za umjetnost (1985.), brojne počasne diplome i 19 Grammyja, kao i nagrada za životno djelo. U listopadu 2008. bila je jedna od prvih opernih pjevačica dobitnica počasti Nacionalne zaklade za umjetnost. Godine 2019. dobila je počasni doktorat Bostonskog konzervatorija.
Surađivala je i s hrvatskim glazbenicima Ružom Pospiš Baldani i Lovrom von Matačićem.